# テインペーミン
テインペーミン（ビルマ語:သိန်းဖေမြင့်、本名:テインぺー、ビルマ語:သိန်းဖေ、1914年7月10日 - 1978年1月15日）は、ミャンマーの作家、ジャーナリスト、政治家。

## 生涯
1914年7月10日に英領ビルマのザガイン管区モンユワ県ブダリン市の土地測量事務所の次男として生まれた。1928年の14歳の時に教育熱心の両親によりモンユワ市のナショナルスクールに転校する。翌1929年に自身初の小説を執筆し、文芸誌に送るが掲載されなかった。1933年にラングーン大学に進学し、タキン党に入党した。同年9月、ナショナリズムに溢れた処女作『愛国者キン』を発表した。1936年にコルカタ大学に在籍し、翌年1937年に発表した、自身初の長編小説『進歩僧』は仏教界の腐敗を風刺し、テインペーミンを一躍有名にした。
1939年に学生ストライキを独断で早期終結させた為タキン党除名処分を受けた。1940年に人民革命党（PFP）に入党し、翌1941年に日本からの独立闘争援助のための武器投下を待つが得られず。日中戦争における日本軍の残虐行為からも対日不信を抱き、反日感情高め、日本とイギリス両国の打倒を目指すようになった。1941年末に日本軍とビルマ独立義勇軍がビルマを侵攻すると1942年5月に中華民国へ亡命を希望したが中国国民党の協力を得られず、同年7月にインドに亡命したが、8月3日にイギリス当局に日本のスパイと疑われデリーのホテルに軟禁し続けた。1943年1月8日に重慶に訪問したが、中国国民党や中国共産党の協力を得られず同年8月にインドに帰り、インド各地で抗日運動を行った。1944年にビルマ国民軍、ビルマ共産党、人民革命党などビルマの民族主義者が抗日統一戦線反ファシスト人民自由連盟が組織されテインペーミンは連合国軍との協力を担当した。9月にビルマ共産党に入党する。1945年3月27日に反ファシスト人民自由連盟が蜂起し、同年5月1日に連合国軍と共に首都ヤンゴンを解放し、同年8月にビルマ共産党書記長に任命された。
1946年9月に書記長選挙でタキン・チョーニェインに敗北し副書記長に就任した。10月にビルマに帰国し農林水産大臣に任命されたが、10月10日に反ファシスト人民自由連盟からビルマ共産党は除名され、10月22日にテインペーミンは閣僚を辞任した。11月22日にビルマ共産党のキンチーチーと結婚した。
1948年1月4日にビルマ連邦として独立した。独立と同時にテインペーミンはビルマ文学界に復帰し、独立式典にテインペーミンの脚本による劇『金の雨銀の雨』が上演された。1948年1月に文学は被抑圧階級の立場に立って執筆すべきだと説き、このような進歩的文学を『人民文学』と命名した。同年3月ビルマ共産党は武装闘争に入り、3月26日にテインペーミンは離党を宣言した。その後左翼勢力統一のためのクーデター計画に加わり、8月12日にクーデター連座の罪で逮捕され、ヤンゴン刑務所に服役後、1949年7月17日に釈放された。1951年6月に野党の人民和平連合に加入し、翌1952年3月に人民和平連合を脱退し民族統一戦線に参加し1956年に国会議員となった。1958年、人民同志党に再編された。同年8月11日にボウタタウン紙を創刊した。
1962年3月2日にネ・ウィンが起こしたクーデターを支持したため、1963年4月30日にボウタタウン紙を除名された。同年6月18日に作家協会会長を辞任した。1964年8月11日、ボウタタウン紙は国有化された。1962年以後テインペーミンはビルマ式社会主義建設の一拠としての文学の位置づけた。1967年に10年ぶりの長編小説『ティーダーピョン』を執筆したが、以前の読者には不評で以後創作的小説を断念し、ノンフィクション小説を書くようになる。1978年1月15日に脳卒中により死亡。

## 日本語訳著作
- 『東より日出ずるが如く:上・中・下』南田みどり訳、勁草書房〈東南アジアブックス〉、1988年。
- 『テインペーミン短編集』南田みどり訳、大同生命国際文化基金〈アジアの現代文芸〉、2010年。
- 『ビルマ1946: 独立前夜の物語 』南田みどり訳、星雲社〈アジア文学館シリ－ズ 〉、2016年。